# Binjai
Binjai – miasto w Indonezji na wyspie Sumatra w prowincji Sumatra Północna; powierzchnia 59,19 km²; 300 tys. mieszkańców (2022).
Miasto oddalone o 22 km na zachód od stolicy prowincji, Medanu; ośrodek przemysłowy.